# Мордвинов, Баррикадо Георгиевич
Баррика́до Гео́ргиевич Мордви́нов (10 июня 1926 — 3 ноября 2016, Москва, Российская Федерация) — советский и российский исследователь и океанограф, капитан 1-го ранга.

## Служба в ВМФ СССР
Родился в семье востоковеда, советского разведчика Г. И. Мордвинова.
В 1948 г. окончил Высшее военно-морское училище им. М.В. Фрунзе в Ленинграде, в 1952 г. - штурманский факультет Высших офицерских классов ВМФ в Ленинграде. В 1974 г. окончил адъюнктуру при Военно-морской академии и одновременно математико-механический факультет Ленинградского государственного университета.
В 1976 г. окончил курсы инженеров-программистов при 24-м НИИ ВМФ СССР.
Служил старшим штурманом на крейсере «Адмирал Макаров». Затем с 1963 г. на корабле измерительного комплекса «Чажма».
После этого служил в НИИ-14, НИИ-24 и НИИ-9 ВМФ. Всю свою сознательную жизнь он посвятил морю и океанологии.
Научная работа в ВМФ была связана с разработкой и созданием космической системы навигации 2-го поколения ГЛОНАСС. Руководил экспедициями на ЭОС «Николай Зубов» ГУНИО и работами на атомных подводных ракетоносцах по испытаниям и опытной эксплуатации космической системы навигации.

## Работа в Институте океанологии им. П. П. Ширшова
Более 30 лет вел научную и научно-организационную работу в акустическом секторе Института океанологии им. П. П. Ширшова РАН. Методика обработки измерений в точках обсерваций космической системы навигации ГЛОНАСС и GPS, применяемая Б. Г. Мордвиновым, получила широкое признание, как в России, так и за рубежом. Автор 7 изобретений, им самим и в соавторстве с другими исследователями опубликовано более 90 научных работ в российской и зарубежной печати, в том числе 20 книг. Старший научный сотрудник Института океанологии им. П. П. Ширшова РАН, кандидат технических наук, капитан 1 ранга.
С 1985 по 1991 года являлся заместителем председателя комиссии по техническому вооружению научных судов проекта П2788 (НИС «Академик Сергей Вавилов» и «Академик Иоффе») ИО РАН, предназначенные для акустических и гидрофизических исследований. В 1989 и 1991 годах новейшее научное оборудование и научные суда получили широкую известность и высокую оценку мировой научной общественности при демонстрации новых судов на международных выставках-конференциях в Англии, Франции, Финляндии и других странах. Участвовал в нескольких десятках боевых походов и научных рейсах на судах ВМФ и Института океанологии РАН в различные районы Мирового океана и в Балтийское море, при этом неоднократно возглавлял научные экспедиции, в том числе на НИС «Академик Иоффе».
Почётный член Союза ветеранов кораблей измерительного комплекса имени адмирала Ю. И. Максюты.
Похоронен на Новодевичьем кладбище, участок № 6.

## Семья
- Супруга Мордвинова Зоя Николаевна (родилась в 1937 году) — тренер по парусному спорту[1]